# Phylloxera caryaereniformis
Phylloxera caryaereniformis är en insektsart. Phylloxera caryaereniformis ingår i släktet Phylloxera och familjen dvärgbladlöss. Inga underarter finns listade i Catalogue of Life.